# Интерлеукин 6
Интерлеукин 6 (ИЛ-6) је протеин који је код људи кодиран геном ИЛ6.
ИЛ-6 је интерлеукин који може да дејствује као проинфламаторни и антиинфламаторни цитокин. Он се излучује из T ћелија и макрофага. Овај цитокиин иницира имуни одговор на трауму, посебно опекотине и друге оштете ткива које доводе до инфламације. За ИЛ-6 је било показано код мишева, да је он у погледу одговора домаћина на стране патогене неопходан за отпорност против бактерије Streptococcus pneumoniae. ИЛ-6 је исто тако „миокин," цитокин произведен у мишићима, и његова количина је повишена услед мишићних контракција. Његова концентрације је значајно повишена у току тренинга, и он претходи појави других цитокина у циркулацији. За њега се мисли да дејствује попут хормона који мобилизује екстрацелуларне супстанце и/или мења испоруку супстрата током физичких активности. Додатно, остеобласти излучују ИЛ-6 да би стимулисали формирање остеокласта. Ћелије глатких мишића у  многих крвних судова такође производе ИЛ-6 као проинфламаторни цитокин. Улога ИЛ-6 цитокина као антиинфламаторног агента је посредована путем његових инхибиторних ефеката на ТНФ-алфа и ИЛ-1, и активацију ИЛ-1Ра и ИЛ-10.

## Функција
ИЛ-6 је један од најважнијих посредника грознице и акутне фазе одзива. Он има способност пролажења кроз крвно-мождану баријеру и иницирања ПГE2 синтезе у хипоталамусу, чиме се мења температура тела. ИЛ-6 могу излучити макрофаге у одговору на специфичне микробне молекуле, што се назива патоген асоцирани молекулски образац (ПАМП). ПАМП молекули се везују за веома важну групу детекционих молекула урођеног имунског система, званих рецептори препознавања образаца (ПРР), међу којима су и ТЛР рецептори. Они су присутни на ћелијској површини и интрацелуларним компартманима, и они индукују интрацелуларне сигналне каскаде које доводе до продукције инфламаторних цитокина. ИЛ-6 је исто тако есенцијалан за развој hibridoma, и налази се у многим суплементарним медијумима за клонирање као што је BriClone®. ИЛ-6 инхибитори (укључујући естроген) се користе у третману постменопозне остеопорозе. ИЛ-6 исто производе адипоцити, и за то се мисли да је разлог повишеног ЦРП нивоа код гојазних особа. У једног студији из 2009. године са интраназално администрираним ИЛ-6, показано је да он побољшава сан-асоцирану консолидацију емотивних меморија.

## Рецептор
ИЛ-6 сигнализира кроз рецепторе на ћелијској површини. ИЛ-6 рецептор је тип I цитокин рецепторски комплекс који се састоји од лиганд-везујућег ИЛ-6Рα ланца (ЦД126), и сигнал-преносеће компоненте гп130 (исто познате као ЦД130). ЦД130 је заједнички сигнал преносилац за неколико цитокина међу којима су Инхибиторни фактор леукемије (ЛИФ), цилијарни неуротрофни фактор, онкостатин M, ИЛ-11 и кардиотрофин 1, и он је скоро свеприсутно изражен у већини ткива, док је ЦД126 изражавање ограничено на одређена ткива. ИЛ-6 интеракција са његовим рецептором, подстиче гп130 и ИЛ-6Р протеине да формирају комплекс, чиме се активира рецептор. Ови комплекси приближавају интрацелуларне гп130 регионе чиме се иницира каскада преноса сигнала кроз одређене транскрипционе факторе, Јанус киназе (JAKs) и CTAT факторе.
ИЛ-6 је вероватно најбоље студиран од свих цитокина који користе гп130 у њиховим сигналним комплексима. Други цитокини који преносе сигнал кроз рецептор који садржи гп130 су Интерлеукин 11 (ИЛ-11), Интерлеукин 27 (ИЛ-27), цилијарни неуротрофни фактор (ЦНТФ), кардиотрофин 1 (ЦТ-1), кардиотрофин--сличан цитокин (ЦЛЦ), Инхибиторни фактор леукемије (ЛИФ), онкостатин M (ОСМ), Капошијев сарком-асоцирани херпесвирус интерлеукину 6 сличан протеин (КСХВ-ИЛ6). Ови цитокини се нормално зову ИЛ-6 слични или гп130 користећи цитокини.
Поред рецептора везаних за мембрану, растворни облик ИЛ-6Р (сИЛ-6Р) је био пречишћен из људског серума и урина. Многе нервне ћелије су неодзивне на стимулацију само са ИЛ-6, али њихова диференцијација и опстанак може бити посредован кроз сИЛ-6Р акције. сИЛ-6R/ИЛ-6 комплекс може да стимулише излазак неурита и да помогне опстанку неурона, и из тих разлога може бити важна за регенерацију нерва путем ремијелинације.

## Интеракције
За интерлеукин 6 је било показано да формира интеракцију са интерлеукин-6 рецептором у гликопротеином 130.

## Улога код болести
ИЛ-6 је релевантан у многим процесима болести као што су дијабетис, атеросклероза, лупус, рак простате, и реуматоидни артритис.
Пацијенти са напредним/метастатичким тумором имају повишене ИЛ-6 нивое у крви.
Из ових разлога постоји интерест за развијање анти-ИЛ-6 агената као терапија против већине од ових болести. Прва таква терапија је тоцилизумаб који је одобрен за реуматоидни артритис. AЛД518 је у клиничким испитивањима.